# Charles Sanders Peirce
 Charles Sanders Peirce (pronunciat /pɜːrs/ <perss>, Cambridge, Massachusetts, 10 de setembre de 1839 – Milford, Pennsilvània, 19 d'abril de 1914) va ser un filòsof, lògic i científic estatunidenc. És considerat el fundador del pragmatisme i el pare de la semiòtica moderna. Va veure la possibilitat de reduir els processos lògics a circuíts elèctrics cap el 1880, cosa que duria dècades després al desenvolupament de l'ordinador electrònic.
Segons el filòsof Paul Weiss, Peirce era "el més original i versàtil dels filòsofs nord-americans i el lògic més gran dels Estats Units". Bertrand Russell va escriure que Pierce "va ser una de les ments més originals de finals del segle XIX i sens dubte el més gran pensador nord-americà de sempre".

## Biografia
Els seus pares van ser Sarah i Benjamin Peirce, professor d'astronomia i matemàtiques a Universitat Harvard. Encara que es va graduar en química a la Universitat Harvard, mai va aconseguir tenir una posició acadèmica permanent a causa de la seva difícil personalitat (potser maníac-depressiva), i de l'escàndol que va envoltar el seu segon matrimoni després de divorciar de la seva primera dona, Melusina Fay. Va desenvolupar la seva carrera professional com a científic a la United States Coast Survey (1859-1891), treballant especialment en astronomia, en geodèsia i en mesures pendulars. Des de 1879 fins a 1884 va ser professor de lògica a temps parcial a la Universitat Johns Hopkins. Després de retirar-se el 1887, es va establir amb la seva segona dona, Juliette Froissy, a Milford, on va morir de càncer després de 26 anys d'escriptura intensa i prolífica. No va tenir fills.

## Obra i valoració crítica
Peirce va publicar dos llibres, Photometric Researches (1878) i Studies in Logic (1883), i un gran nombre d'articles en revistes de diferents àrees. Els seus manuscrits, una gran part d'ells sense publicar, ocupen prop de 80.000 pàgines. Entre 1931 i 1958 es va ordenar temàticament una selecció dels seus escrits i es va publicar en vuit volums amb el nom de Collected Papers of Charles Sanders Peirce. Des de 1982, s'han publicat a més, alguns volums de A Chronological Edition, que aspira a aconseguir trenta volums.
William James va reconèixer a Charles Peirce com a fundador del pragmatisme. El seu pragmatisme pot entendre's com un mètode de resoldre confusions conceptuals relacionant el significat dels conceptes amb les conseqüències pràctiques. Sense cap dubte, aquesta teoria no té cap semblança amb la noció vulgar de pragmatisme, que connota una recerca implacable del benefici així com la conveniència política.
Peirce és també considerat com el pare de la semiòtica moderna: la ciència dels signes. Més encara, el seu treball-sovint pioner-fou rellevant per a moltes àrees del coneixement, com ara astronomia, metrologia, geodèsia, matemàtiques, lògica, filosofia, teoria i història de la ciència, semiòtica, lingüística, econometria i psicologia. Cada vegada més, ha arribat a ser objecte d'abundants elogis. Popper ho veu com "un dels filòsofs més grans de tots els temps". Per tant, no és sorprenent que el seu treball i les seves idees sobre moltes qüestions hagin estat objecte de renovat interès, no només per les seves intel·ligents anticipacions als desenvolupaments científics, sinó sobretot perquè mostra efectivament com tornar a assumir la responsabilitat filosòfica de la qual va abdicar gran part de la filosofia del segle xx.
No obstant això, Charles S. Peirce no hauria de ser considerat principalment com a filòsof o lògic, sinó com a científic, tant per la seva formació com per la seva carrera professional. Els seus informes a la Coast Survey són un testimoni notable de la seva experiència personal en el dur treball de mesurar i obtenir evidències empíriques. Una mirada a aquests informes oficials o als seus  Photometric Researches  produïts en els anys 1872-1875 proporciona una vívida impressió de treball científic sòlid. Com va escriure Max Fisch, «Peirce no era merament un filòsof o un lògic que ha estudiat qüestions científiques. Era un científic professional de tot dret, que va portar al seu treball les preocupacions del filòsof i del lògic».
Encara que Peirce va ser un filòsof sistemàtic en el sentit tradicional de la paraula, la seva obra aborda els problemes moderns de la ciència, la veritat i el coneixement a partir de la seva pròpia experiència com a lògic i científic experimental que treballava en el si d'una comunitat internacional de científics i pensadors. Encara que va realitzar importants contribucions a la lògica deductiva, Peirce estava principalment interessat en la lògica de la ciència i, més especialment, en el que va anomenar abducció (com a complement als processos de deducció i inducció), que és el procés pel qual es genera una hipòtesi, de manera que puguin explicar fets sorprenents. Peirce va considerar que l'abducció estava al cor no sols de la investigació científica sinó de totes les activitats humanes ordinàries.
Una dificultat en l'estudi de Peirce és que la interpretació del pensament de Peirce ha provocat durant anys un ampli desacord entre els estudiosos peirceans, degut en part a la presentació fragmentària i caòtica de la seva obra en els Collected Papers i en part al seu anar contra corrent. El fet és que Peirce no és un filòsof fàcil de classificar: alguns ho van considerar un pensador sistemàtic, però amb quatre sistemes successius (Murphey, 1961), altres ho van veure com un pensador contradictori (Goudge, 1950), o com un metafísic especulatiu de tipus idealista (Esposito, 1980). No obstant això, en anys més recents ha començat a guanyar acceptació general una comprensió més profunda de la naturalesa arquitectònica del seu pensament i de la seva evolució des dels seus primers escrits el 1865 fins a la seva mort el 1914. En l'última dècada tots els estudiosos peirceans han reconegut clarament la coherència bàsica i la sistematització del pensament de Peirce.

## Concepció de la ciència
Les afirmacions de Peirce sobre la naturalesa de l'activitat científica tenen una sorprenent continuïtat amb les discussions contemporànies en epistemologia, metodologia i filosofia de la ciència, sobretot per l'èmfasi que va posar al caràcter social i comunitari de la ciència. Sens dubte, algunes de les manifestacions de la seva absoluta confiança en el progrés científic resulten avui dia anacròniques. Peirce era un home del segle xix i, en consonància amb l'esperit de la seva època, tenia una fe gairebé religiosa en la capacitat de la ciència per descobrir la veritat. En aquest sentit, Peirce era un ferm defensor d'una aproximació científica a la filosofia. És més, en certa manera Peirce volia transformar la filosofia en una ciència estricta, fer de la filosofia una "filosofia científica", no només en els àmbits de la lògica i l'epistemologia, sinó de manera més urgent i necessària en metafísica i cosmologia.
Avui en dia aquesta pretensió pot semblar antiquada, i fins i tot ridícula, pròpia dels filòsofs del passat o del positivisme més cru i intransigent. Aquesta actitud científica ha motivat que Peirce, a diferència d'altres pragmatistes com William James o Friedrich von Schiller, fos vist amb simpatia i fins i tot admiració per part de molts pensadors de la tradició de la filosofia analítica. No obstant això, encara que en alguna ocasió digués al pragmatisme com una filosofia proto-positivista ( EP  2:339, 1905), seria més que inexacte dir que Peirce va ser un filòsof positivista en sentit estricte. En primer lloc, una de les lliçons que més vivament va aprendre del devot esperit unitari de Harvard -del que el seu pare, Benjamin Peirce, va ser incansable promotor-era la idea reconciliar ciència i religió. Aquest és, efectivament, un impuls central a tota l'obra de Peirce que sovint ha passat desapercebut pels autors que sostenen una lectura naturalista de la màxima pragmàtica i del mètode científic. De fet, per Peirce la investigació científica és l'activitat religiosa per excel·lència, ja que el seu objecte és, senzillament, la recerca apassionada i desinteressada de la veritat.
Peirce va adoptar un concepte molt ampli de ciència que no quedava restringit a les ciències enteses com a ciències de laboratori. Per a ell la ciència no consisteix ni únicament ni principalment en una col·lecció de fets o mètodes, ni tan sols en un conjunt sistemàtic de coneixements, es tracta d'una activitat social. És a dir, la ciència és una investigació autocontrolada, responsable i autocorrectiva duta a terme per homes i dones reals sota un mateix principi de cooperació amb vista a un fi molt particular: la consecució de la veritat ( EP  2:459, 1911). En altres paraules, la ciència és un "procés viu" encarnat en un grup d'investigadors i animat per un intens desig d'esbrinar com són les coses realment, per "un gran desig d'aprendre la veritat". De fet, dirà Peirce, "el desig d'aprendre" és el més important requisit de la ciència i la primera regla de la raó. Aquest requisit ve de la mà d'un altre precepte que, segons Peirce, hauria d'escriure en totes les parets de la ciutat de la filosofia: "no bloquejar el camí de la investigació". D'acord amb la seva experiència com a científic entrenat a les sales de laboratori, Peirce volia fer de la filosofia una ciència allunyada tant del diletantisme literari com de la filosofia acadèmica tradicional, a la qual considerava animada per un esperit dogmàtic i racionalista.
Però això no suposava reduir, com feia el positivisme, tots els modes de coneixement al coneixement científic, sinó que indicava simplement la necessitat d'abordar els problemes filosòfics amb una actitud experimental. És a dir, amb un tarannà comunicatiu i obert a la revisió contínua, a la necessària correcció que impliquen tant la discussió pública amb els col·legues com el contrast amb l'experiència en el procés d'investigació científica. Aquesta actitud, que Peirce va denominar falibilitat, era una conseqüència necessària del seu rebuig radical del fundacionalisme característic de la filosofia moderna, que considerava encarnada de manera prototípica en la figura de Descartes. En concret, Peirce va criticar molt durament el replegament de la filosofia moderna cap a l'interior de la consciència, el recurs a la introspecció com a garantia del coneixement i la idea d'intuïció, entesa com aquella cognició no determinada per cognicions prèvies. En el seu rebuig de l'esperit escolàstic, el cartesianisme havia fet del cogito la font última de la certesa, així com la baula fundant de tot l'edifici del coneixement, entès com una cadena de raonaments que es dedueixen d'aquest fonament o principi necessari. Com a conseqüència, l'individu i la seva consciència constituïen, en última instància, l'única garantia de la ciència i el coneixement racional. Per Peirce això era una "filosofia de butaca", merament especulativa i allunyada de la manera que realment treballen els científics. Per Peirce la ciència era, en gran manera, el treball cooperatiu i comunitari d'homes i dones treballant en intercomunicació, corregint els uns als altres en un procés continu de revisió d'hipòtesis, que conduiria a una opinió final encarnada en una comunitat ideal d'investigadors.
De la mateixa manera, el dubte metòdic era per Peirce una manera insincera d'apropar-se als problemes del coneixement, ja que no tenia en compte que els éssers humans estem sempre emmarcats en un procés actiu i dinàmic de correcció i adquisició de noves creences. En aquest procés, el dubte és una irritació, una insatisfacció real produïda per la resistència que la realitat imposa sobre determinades creences prèvies a causa d'una situació nova que desafia el conjunt d'hàbits acumulat per l'experiència. El dubte és, per tant, un catalitzador per a la posada en marxa de noves creences que permetin controlar aquesta situació inestable i, per tant, proporcionen a l'agent de disposicions ferms per actuar. Com diu Peirce, no es pot dubtar a plaer. El dubte cartesià és un dubte artificial, una "dubte de paper". En definitiva, no podem pretendre dubtar en la filosofia d'allò del que no dubtem en els nostres cors.

## El signe

### Concepció triàdica del signe
Enfront de la teoria diàdica del signe que té l'origen modern en el lingüista Ferdinand de Saussure, per Peirce les paraules, els signes, no són només el que està en el nostre discurs en lloc de les coses, sinó que, sobretot, signe és «el que en conèixer-ens fa conèixer una mica més. Això suposa un contrast amb els filòsofs de l'edat moderna, ja que tant racionalistes com empiristes van sostenir que tenim un coneixement directe i infal·lible dels nostres propis pensaments, i en aquest coneixement van fundar tant la ciència com l'autonomia moral de l'individu.
Des dels seus primers escrits Peirce va rebutjar rotundament tant el dualisme cartesià com la tesi de Locke que tot pensament era percepció interna d'idees. L'ariet de tota la seva reflexió és la comprensió de l'estructura triàdica bàsica que conforma la relació lògica del nostre coneixement com un procés de significació. La funció representativa del signe no rau en la seva connexió material amb l'objecte ni en que sigui una imatge de l'objecte, sinó que sigui considerat com a tal signe per un pensament. En essència, l'argument és que tota síntesi proposicional implica una relació significativa, una semiosi (l'acció del signe), en què s'articulen tres elements: 
- El signe o representació (signe és el nom tècnic que utilitza Peirce), és «una cosa que està per a algú en lloc d'alguna cosa sota algun aspecte o capacitat. S'adreça a algú, és a dir, crea en la ment d'aquesta persona un signe equivalent o potser un signe més desenvolupat. Aquest signe creat és al que dic interpretant del primer signe. Aquest signe està en lloc d'alguna cosa, el seu objecte. Està en lloc d'alguna cosa no en tots els seus aspectes, sinó només en relació amb alguna idea a la que de vegades he anomenat la base (ground) del representació.

- L'objecte (icone és el nom tècnic que utilitza Peirce) és la cosa per la qual hi ha el signe, allò que representa.
- L'interpretant (rhema és el nom tècnic que utilitza Peirce) és el signe equivalent o més desenvolupat que el signe original, causat per aquest signe original en la ment de qui l'interpreta. Es tracta de l'element distintiu i original en l'explicació de la significació per part de Peirce i té un paper central en tota interpretació no reduccionista de l'activitat comunicativa humana. Aquest tercer element converteix a la relació de significació en una relació triàdica-front a tot dualisme cartesià o estructuralista post-saussureà-, ja que el signe mitjana entre l'objecte i l’interpretant. L’interpretant relaciona el signe i l'objecte, i l'objecte funda la relació entre el signe i l'interpretant.

Tot signe és una representació. Representar és l'operació més pròpia del signe, és estar en lloc de l'objecte «com l'ambaixador pren el lloc del seu país, el representa en un país estranger». Representar és «estar en una relació tal amb un altre que per a un cert propòsit és tractat per una ment com si fos aquest altre. Així, un portaveu, un diputat, un agent, un vicari, un diagrama, un símptoma, una descripció, un concepte, un testimoni, tots ells representen, en les seves diferents maneres, una mica més a les ments que els consideren "(CP 2.273, 1901). Pensar és la principal manera de representar, i interpretar un signe és desxifrar el seu significat. La representació no és la mera imatge de la cosa, la reproducció sensorial de l'objecte, sinó que pren el lloc de la cosa en el nostre pensament. El signe no és només una cosa que està en lloc de la cosa (que la substitueix, amb la qual està en relació d'«equivalència»), sinó que és una cosa mitjançant el coneixement de la qual coneixem una mica més. En conèixer el signe inferim el que significa. El representamen amplia així la nostra comprensió, de manera que el procés de significació o semiosi arriba a convertir-se en el temps en un procés il·limitat d'inferències. Per això els signes no es defineixen només perquè substitueixin les coses, sinó perquè funcionen realment com a instruments que posen l'univers a l'abast dels intèrprets, ja que fan possible que pensem també el que no veiem ni toquem o ni tan sols ens imaginem.
Les persones o intèrprets són portadors d'interpretants, d'interpretacions. El signe crea alguna cosa en la ment de l'intèrpret, i aquesta cosa creat pel signe, ha estat creat també d'una manera indirecta i relativa per l'objecte del signe. En aquest sentit, es pot dir que l'aportació capital de Peirce consisteix a posar de manifest que, si s'accepta que els processos de significació són processos d'inferència, ha d'acceptar també que la major part de les vegades, aquesta inferència és de naturalesa hipotètica («abductiva» en terminologia de Peirce), és a dir, que implica sempre una interpretació i té un cert caràcter de conjectura. La nostra interpretació és sempre fal·lible, és a dir, pot ser sempre millorada, corregida, enriquida o rectificada.

### Tipus de signes
Per Peirce existien 3 classes de signes. En primer lloc les semblances o icones, que serveixen per transmetre idees de les coses que representen imitadors. En segon lloc les indicacions o índexs, que mostren alguna cosa sobre les coses per estar físicament connectades amb elles i els signes generals o símbols, que han estat associats amb el seu significat per l'ús.
Peirce va plantejar que hi havia una progressió regular entre els tipus de signe i va dir que la semblança no té una connexió dinàmica amb l'objecte que representa, sinó que les seves qualitats s'assemblen a les de l'objecte i provoquen sensacions anàlogues, mentre que l'índex està connectat amb l'objecte de manera que constitueixen el que Peirce anomena un parell orgànic i el símbol està connectat amb l'objecte en virtut de la idea de la ment que utilitza aquests símbols.
Per Peirce, els símbols no indiquen coses en particular sinó que denoten una classe de coses i creixen, ja que arriben a existir mitjançant el desenvolupament d'altres símbols, que tenen part de semblança i de símbol. El llenguatge està compost de símbols.

## Bibliografia

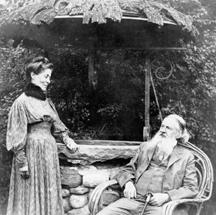
Juliette i Charles Peirce al jardí de casa seva, Arisbe, el 1907